# Parno Parno
Parno Parno (* 31. Januar 1984) ist ein indonesischer Radrennfahrer.
Parno Parno wurde 2008 indonesischer Meister im Straßenrennen der Eliteklasse. Im Jahr 2010 gewann er eine Etappe der Tour of Thailand und damit seinen ersten internationalen Wettbewerb.

## Erfolge
2008
- Indonesischer Meister – Straßenrennen

2010
- eine Etappe Tour of Thailand